# Västra Höreda
Västra Höreda är en by sydost om Lekeryd i Jönköpings kommun. Från 2015 avgränsar SCB här en småort.